# Новая партия Японии
Новая партия Японии (яп. 日本新党 Nihon Shintō) — японская либерально-консервативная партия, существовавшая в 1992—1994 годах.
Новая партия Японии была основана Морихиро Хосокавой, бывшим членом парламента и губернатором префектуры Кумамото, вышедшим из Либерально-демократической партии в знак протеста против коррупционных скандалов. В 1992 году в Палату советников парламента Японии были избраны четверо членов партии, включая Хосокаву. Уже в 1993 году они смогли извлечь выгоду из недовольства избирателей ЛДП и в парламенте оказалось 35 членов Новой партии (включая троих присоединившихся после выборов). Хосокава стал премьер-министром, возглавив широкую коалицию, но вскоре был вынужден уйти в отставку.
Партия защищала политический реформизм, права потребителей и поддерживала децентрализацию.
К 1994 году Новая партия Японии распалась, её члены перешли в Партию новых границ (新進党).
Несколько политиков, впоследствии ставшие видными деятелями в других партиях, были впервые избраны в парламент от Новой партии Японии. В их число входят Ёсихико Нода, Сэйдзи Маэхара, Юкио Эдано, Тосимицу Мотэги и Юрико Коикэ.